# 11787 Бауманка
11787 Бауманка (11787 Baumanka) — астероїд головного поясу, відкритий 19 серпня 1977 року.
Тіссеранів параметр щодо Юпітера — 3,324.